# Seymour Fogel
Seymour Fogel (New York, 24 agosto 1911 – Weston, 4 dicembre 1984) è stato un pittore e scultore statunitense.
Produsse soprattutto opere astratte ed espressioniste, utilizzando non solo techniche tradizionali come colori ad olio, acquerelli e colori acrilici, ma anche tecniche non convenzionali come vetro, plastica, sabbia e cera.